# Christen Pedersen Aaberg
Christen Pedersen Aaberg (15. september 1819 på Aaberggaard ved Vemb – 17. oktober 1897 sammesteds) var en dansk gårdejer og politiker.
Han var søn af gårdejer Peder Christensen Aaberg (1796-1873) og Maren Christensdatter (ca. 1794-1876), deltog i Treårskrigen 1848-50 og var fra 1860 eneejer af fædrenegården, medlem af Møborg Sogneråd fra 1853 med få afbrydelser til sin død, dets formand fra 1855. Han stillede op til Folketinget i Lemvig 1859, valgtes 1861 og repræsenterede kredsen til sin død, var endvidere 1864-66 medlem af Rigsrådets Folketing.
Han var oprindelig bondeven, forlod under grundlovskampen 1865-66 J.A. Hansen som en af de »syv vise Bønder« og tilhørte siden Mellempartiet og fra midt i 1870'erne Højre. Han var ikke nogen betydelig taler og blev aldrig fører i storpolitik, men han havde solid saglig viden inden for sit område og var medlem af Folketingets Finansudvalg 1868-77, 1879-84 og 1887-97. Han interesserede sig især for jernbaner (havde væsentlig del i loven om Vemb-Lemvig-banen 1874 og i gennemførelsen af Lemvig-Thyborøn-banen 1894), kystsikring, hedesag og plantning, sejladsen på Limfjorden, Ringkøbing Fjords udløbsforhold etc. og ansås på sin egn for autoritet i disse spørgsmål. Han stod hele sit liv Lars Dinesen nær, tog del i forligsforhandlingerne 1893-94 og var 1897 en af dem inden for Højre, der var ivrigst for at bevare ministeriet Reedtz-Thott. 1890 blev han som den første egentlige bonde Ridder af Dannebrog. 
Han blev gift 8. december 1851 i Møborg med Kirstine Zilstorff (født 9. september 1816 på Agergaard, Bøvling Sogn, død 5. februar 1903 på Aaberggaard), datter af musiker, senere proprietær Niels Sørensen Zilstorff (ca. 1778-1843) og Hanne Harpøth (1789-1848).
Han er begravet i Møborg. Der er rejst et mindesmærke for ham ved Lemvig 1899. Han er afbildet i bronzereliefportræt på gravstenen 1907 og i samtidige træsnit, bl.a. fra 1877.